# Niels Croiset
Niels Maxim Croiset (Amsterdam, 28 mei 1974) is een Nederlands acteur en regisseur.
In 2000 behaalde Niels zijn diploma aan de Toneelschool van Amsterdam. Na deze studie heeft hij gespeeld bij Het Nationale Toneel, Ro Theater en Het Toneel Speelt. In 2002 nam hij voor het Noord Nederlands Toneel de regie in handen van het toneelstuk Het zal je kind maar wezen, waarmee hij de Wim Bary Perspektiefprijs won. Hij kreeg de prijs ook voor de oprichting van toneelgezelschap Annette Speelt. In 2003 won hij de Guido de Moor-prijs.
In 2009 richtte hij samen met Koen Wouterse, Yorick Zwart en Jef Hoogmartens Theatergroep Nachtgasten op.
Niels maakt deel uit van de acteursfamilie Croiset; zijn vader is acteur Jules Croiset en zijn broer is acteur Vincent Croiset.

## Filmografie

### Televisie
- Blauw blauw tv-serie - Johnny (1999)
- Wildschut & De Vries - Raymond Westerveld (2000)
- Westenwind - Herman Scholte (2001)
- Rozengeur & Wodka Lime - Jack Vliering (2002)
- Ernstige Delicten - Robin Vermeer (afl. Overmacht, 2004)
- Baantjer - Leon Herfst (afl. De Cock en de moord op de schrijver, 2004)
- Flikken Maastricht seizoen 2 - Camiel (afl. Kidnap, 2008)
- Kinderen Geen Bezwaar - Oscar (afl. Positief!, 2010)
- Dokter Tinus  seizoen 1 aflevering 2 - Arts
- Dokter Tinus  seizoen 1 aflevering 6 - Chirurgie
- Heer & Meester - Thijs van Andel (afl. 4 Rook, 2014)
- Goede tijden, slechte tijden - Dokter Weerdenstein (afl. 5001/5005/5006, 2014)
- Zwarte Tulp seizoen 1 - Gerard Kester (afl. 1 Het Corso, afl. 4 De kaarten opnieuw geschud, afl. 12 Naar huis)
- Danni Lowinski seizoen 4 - man met een kinderwagen
- Flikken Maastricht seizoen 12 - Tio Revius (afl. Familie 2018)

### Film
- De Nobelprijswinnaar - bailiff (2010)
- Laptop korte film - politieman (2012)

### Schrijver/Scenarist
- Goede Tijden Slechte Tijden (2021-2023)